# Eef Smits
Eef Smits (5 februari 2004) is een voetbalspeelster uit Nederland. Ze speelt als verdediger voor sc Heerenveen in de Vrouwen Eredivisie.

## Carrière
Smits kwam in haar jeugdjaren uit voor RKVVO. Vanuit daar stroomde ze door naar het talententeam CTO Eindhoven. In 2019 ging Smits deel uitmaken van de jeugdopleiding van PSV. Ze maakte daarmee onderdeel uit van de eerste lichting van de Eindhovense beloften.
In het seizoen 2021/22 werd Smits met Jong PSV kampioen van de Eerste Divisie vrouwen. Hierdoor mocht Jong PSV in het seizoen 2022/23 meedoen aan de KNVB Beker en hierin wist het de halve finales te behalen. Dit was nog niet eerder door een jeugdteam behaald.
Nadat een debuut in het eerste elftal van PSV uitbleef, maakte Smits de overstap naar competitiegenoot sc Heerenveen. Op 13 oktober 2024 maakte Smits haar debuut in de Vrouwen Eredivisie door in de basis te starten in een thuiswedstrijd tegen haar oude club PSV.

## Statistieken
| Seizoen | Club          | Competitie | Competitie | Competitie | Beker | Beker | Overig | Overig | Totaal | Totaal |
| Seizoen | Club          | Competitie | Wed.       | Dlp.       | Wed.  | Dlp.  | Wed.   | Dlp.   | Wed.   | Dlp.   |
| ------- | ------------- | ---------- | ---------- | ---------- | ----- | ----- | ------ | ------ | ------ | ------ |
| 2024/25 | sc Heerenveen | Eredivisie | 4          | 0          | 0     | 0     | 0      | 0      | 4      | 0      |
| Totaal  | Totaal        | Totaal     | 4          | 0          | 0     | 0     | 0      | 0      | 4      | 0      |

Bijgewerkt t/m 11 november 2024.

## Interlandcarrière
Smits werd geselecteerd voor het Nederlands elftal onder 20 dat deelnam aan de Wereldkampioenschappen in Colombia in 2024. Haar debuut was in de oefeninterland tegen Spanje - 20 op 16 augustus 2024. Smits kwam in de groepswedstrijd tegen Argentinië in actie waarin ze de assist gaf op de 3-1 van oud-Jong PSV ploeggenote Robine Lacroix. Ook kwam ze als invaller voor Djoeke de Ridder in actie in de verloren troostfinale tegen de Verenigde Staten.